# Jaroslav Cháňa
Jaroslav Cháňa (Praga, 19 dicembre 1899 – 26 settembre 2000) è stato un calciatore cecoslovacco, di ruolo portiere.

## Carriera

### Nazionale
Esordisce il 28 ottobre 1921 contro la Jugoslavia (6-1).

## Statistiche

### Presenze e reti in Nazionale
| Cronologia completa delle presenze e delle reti in nazionale ― Cecoslovacchia | Cronologia completa delle presenze e delle reti in nazionale ― Cecoslovacchia | Cronologia completa delle presenze e delle reti in nazionale ― Cecoslovacchia | Cronologia completa delle presenze e delle reti in nazionale ― Cecoslovacchia | Cronologia completa delle presenze e delle reti in nazionale ― Cecoslovacchia | Cronologia completa delle presenze e delle reti in nazionale ― Cecoslovacchia | Cronologia completa delle presenze e delle reti in nazionale ― Cecoslovacchia | Cronologia completa delle presenze e delle reti in nazionale ― Cecoslovacchia |
| Data                                                                          | Città                                                                         | In casa                                                                       | Risultato                                                                     | Ospiti                                                                        | Competizione                                                                  | Reti                                                                          | Note                                                                          |
| ----------------------------------------------------------------------------- | ----------------------------------------------------------------------------- | ----------------------------------------------------------------------------- | ----------------------------------------------------------------------------- | ----------------------------------------------------------------------------- | ----------------------------------------------------------------------------- | ----------------------------------------------------------------------------- | ----------------------------------------------------------------------------- |
| 28-10-1921                                                                    | Praga                                                                         | Cecoslovacchia                                                                | 6 – 1                                                                         | Jugoslavia                                                                    | Amichevole                                                                    | -1                                                                            |                                                                               |
| 13-11-1921                                                                    | Praga                                                                         | Cecoslovacchia                                                                | 2 – 2                                                                         | Svezia                                                                        | Amichevole                                                                    | -2                                                                            |                                                                               |
| Totale                                                                        |                                                                               | Presenze                                                                      | 2                                                                             |                                                                               | Reti                                                                          | -3                                                                            |                                                                               |